# Guy L. Nesom
Guy Lane Nesom (* 2. August 1945 in Colorado Springs) ist ein US-amerikanischer Botaniker und wissenschaftlicher Autor. Sein offizielles botanisches Autorenkürzel lautet „G.L.Nesom“. Er lebt zurzeit in Philadelphia, Pennsylvania.
Nesom promovierte 1980 an der University of North Carolina in systematischer Botanik und arbeitet in den Forschungsbereichen botanische Nomenklatur und Systematik. Bisherige Arbeiten befassten sich mit Korbblütlern (Asteraceae) Nordamerikas, zu denen er in den 1990er Jahren mehrere Veröffentlichungen schrieb. Darin sprach er sich dafür aus, den Gattungsnamen Aster in mehrere Gattungsnamen aufzuteilen. Aktuell ist er im Projekt Flora of North America tätig.
Mehrere Pflanzenarten wurden nach Nesom benannt, wie z. B. Zeltnera nesomii aus der Familie der Enziane und Steviopsis nesomii aus der Familie der Korbblütler. Drei Pflanzengattungen sind ihm zu Ehren benannt: Nesomia, Neonesomia und Guynesomia.